# L'ora decisiva
[Jack Reacher: ] 'It's a choice. That's all'»
[Jack Reacher: ] 'È una scelta. Nient'altro.'»
(Lee Child, L'ora decisiva, cap. 31)
L'ora decisiva (61 Hours) è un romanzo di Lee Child del 2010 e costituisce il quattordicesimo capitolo della serie di Jack Reacher; in Italia è uscito nel marzo 2012 per Longanesi.
Il libro racconta le imprese di Jack Reacher per riportare la giustizia in una cittadina del Dakota del Sud sede di un importante traffico di droga. La narrazione è scandita da un lungo conto alla rovescia di 61 ore che porta, a quanto sembra, all'irreparabile.
Come altri della serie, L'ora decisiva unisce l'azione tipica di un romanzo d'avventura e l'indagine tipica del giallo, può dunque essere definito un thriller d'azione.
Il libro ha raggiunto il primo posto nella classifica dei best seller del New York Times Book Review. Nel 2011 il romanzo ha vinto il Theakston's Old Peculier Crime Novel of the Year Award

## Trama
«Le tre meno cinque del pomeriggio. Esattamente sessantun ore prima che accadesse».

### Bolton
Un avvocato è a colloquio con il suo cliente: non dice nulla, non scrive, ascolta e memorizza 14 istruzioni. Poi esce e in macchina torna verso casa. È pieno inverno in Dakota del Sud e le strade sono ghiacciate. Mentre è alla guida fa una telefonata per comunicare le istruzioni ma le ruote perdono aderenza e l'auto sbanda. Riesce a recuperare il controllo del veicolo appena in tempo per evitare lo scontro con un pullman.
Un pullman esce di strada per evitare un'auto che sbanda. A bordo c'è Jack Reacher. I soccorsi si fanno attendere parecchio ma alla fine arriva una pattuglia della polizia di Bolton e un pulmino. Il vice-comandante Peterson trasferisce i passeggeri ma prima vuole conoscere i motivi del viaggio. Reacher desta qualche sospetto.
Alla stazione di polizia, Reacher nota gli agenti sotto pressione e capisce che ci sono dei problemi: attriti interni, un comandante non all'altezza, un caso di omicidio.
Reacher palesa a Peterson le sue congetture sull'omicidio mostrando il solito acume. In periferia, i due poi si imbattono nel comandante Holland attaccato da pericolosi individui che Reacher mette al tappeto con notevole destrezza.
Impressionati da Reacher i poliziotti decidono di coinvolgerlo nelle indagini sull'omicidio e lo mettono al corrente anche del resto: un grosso traffico di metanfetamine, un sicario, una testimone da proteggere e una prigione federale problematica. La vittima dell'omicidio è un biker. La droga si ritiene sia prodotta dai biker all'interno di una struttura abbandonata dell'esercito. Un altro biker, probabilmente il capo, è stato arrestato per traffico di droga e ora è in prigione in attesa del processo. La testimone chiave, Janet Salter, è tenuta sotto protezione da sei agenti. La prigione federale assume misure di sicurezza straordinarie che prevedono il coinvolgimento di tutti gli agenti, senza eccezione, in caso di evasione o di rivolta interna. La diretta conseguenza di ciò è che in caso di allarme la Salter resterebbe priva di protezione e dunque facile preda di un killer.
Intanto in Messico lo spietato Signore del crimine organizzato, Plato, con addentellati in tutto il globo, ordina di uccidere la testimone di Bolton e l'avvocato informatore. Poi vende il sito dei biker a un russo e si fa preparare un aereo con sei uomini.

### Janet Salter
Peterson chiede l'aiuto di Reacher su due punti: proteggere la testimone in caso di allarme alla prigione e scoprire cosa sia esattamente la struttura abbandonata dell'esercito.
Reacher chiama un ufficiale comandante dell'esercito di nome Susan Turner per avere informazioni sul sito abbandonato; risulta però difficile reperire informazioni.
Un avvocato viene ucciso, ma non è quello del biker detenuto. Dalle foto della scena del delitto Reacher capisce che la vittima conosceva bene l'assassino e si fidava di lui. Deduce inoltre che l'avvocato era un informatore dei biker e che stanno spezzando la catena servendosi di un sicario di Bolton; la prossima vittima sarà la Salter.
Scatta l'allarme alla prigione a causa di una rivolta interna e Reacher rimane solo con la testimone. Contro le regole federali d'emergenza, il comandante Holland entra in casa della Salter perché crede sia sola. Quando scopre che c'è Reacher a proteggerla, se ne va. Il sicario non si fa vivo, le ora passano e lo stato di allerta alla prigione rientra.
Il giorno seguente Reacher va a visitare il sito abbandonato. I biker stanno ripulendo la strada dalla neve che dalle dimensioni sembra una pista per aerei. La struttura dell'esercito è un bunker e l'ingresso è chiuso.
L'informatore di Reacher dichiara che il sito appartiene all'aviazione e contiene materiale prodotto dalla Crown Laboratories durante la seconda guerra mondiale. Reacher ricorda che il panetto di droga sequestrato al biker porta il marchio di una corona (crown in inglese).
I biker lasciano Bolton. Reacher, Hollande e Peterson ispezionano le baracche in cerca della chiave per entrare nel bunker ma non la trovano. Tornato a casa della Salter, Reacher capisce dove potrebbe essere nascosta la chiave. Si reca sul posto con Peterson e vi trova anche il comandante Holland che ha avuto la stessa idea. Recuperano la chiave, ispezionano il bunker e il cerchio si chiude: nessun laboratorio bensì 40 tonnellate di metanfetamina già impacchettata, residuo degli approvvigionamenti dell'esercito durante la guerra; in più molti gioielli e un grosso serbatoio pieno di carburante per aerei. Plato sta arrivando.
Tornato in servizio, Peterson viene ucciso con le stesse modalità dell'avvocato: la vittima conosceva l'assassino e si fidava. Reacher e Holland convengono che il sicario è un poliziotto. Holland quindi convoca tutto il Dipartimento e chiede a Reacher di portare la notizia della morte di Peterson alla famiglia. Mentre Reacher è a casa della vittima, scatta l'allarme alla prigione. Reacher si precipita dalla Salter ma la strada è lunga e c'è ghiaccio. Quando arriva la donna è già morta. Reacher non se lo perdona e sotto una forte spinta emotiva telefona a Susan Turner. Questa lo invita a venire da lei in Virginia. Reacher le dice che domani verrà.

### Plato
Nel frattempo Plato è in volo sopra il Nebraska. Due dei suoi uomini ricevono un messaggio sul cellulare con la conferma che è ora di eliminare il capo. Il russo paga meglio.
Reacher capisce che il sicario andrà al bunker per aspettare Plato e vi si reca con Holland. Giunti sul posto, Reacher afferma che anche il sicario è arrivato: è Holland. Reacher lo uccide, poi aspetta Plato spacciandosi per il suo uomo.
Reacher e Plato scendono nel bunker mentre in superficie i due traditori uccidono gli altri quattro e iniziano a far colare cherosene nel rifugio. Reacher abbatte Plato e risale in superficie ma prima che riesca ad emergere, il bunker prende fuoco, le fiamme arrivano a 30 metri d'altezza. Sono passate 61 ore, la partita è chiusa, di Reacher non c'è traccia.

## Personaggi
- Jack Reacher: un ex-militare, solitario e sempre in viaggio senza una meta precisa. Il libro fornisce molte notizie sul passato di Reacher, in particolare sull'infanzia, sui genitori, su una missione nel Golfo e un'altra in Russia, e un fatto molto significativo risalente a quando ricopriva il ruolo di ufficiale comandante della 110ª unità della Polizia militare di Rock Creek in Virginia.
- Hollande: comandante del Dipartimento di polizia di Bolton.
- Peterson: vice-comandante del Dipartimento di polizia di Bolton.
- Janet Salter: testimone della transazione di un panetto di droga tra un biker e un acquirente.
- Plato: spietato magnate di una potente e ramificata agenzia criminale. Vive in Messico.
- i biker: numerosa comunità di motociclisti al soldo di Plato.
- Susan Turner: attuale ufficiale comandante della 110ª unità della Polizia militare di Rock Creek

## Edizioni
- Lee Child, L'ora decisiva, traduzione di A. Tissoni, collana La Gaja scienza, Longanesi, 2012,  p. 375.